# F 16 (sommergibile)
L’F 16 è stato un sommergibile della Regia Marina.

## Storia
Una volta operativo fu assegnato al Comando Militare Marittimo di La Spezia. Per alcuni mesi operò nel Tirreno settentrionale al comando del tenente di vascello Tommaso Panuzio, svolgendo pattugliamenti antisommergibile. Nel settembre 1917 fu destinato alla Squadriglia Sommergibili di Ancona, prendendo base a Venezia. Effettuò complessivamente 9 missioni di guerra, senza conseguire risultati. Alle ore 9 del 6 novembre 1918, proveniente da Ancona, prese possesso di Zuri. Dal 1919 al 1923 il sommergibile fu sotto il controllo del Comando Marittimo di Venezia, con temporanee dislocazioni a Pola.
Il periodo iniziale coincise con quello dell'occupazione dannunziana di Fiume. Diverse unità minori della Regia Marina disertarono per unirsi alle forze di D’Annunzio ed anche l'equipaggio dell’F 16 decise di prendere parte all'impresa: alle 6.30 dell'11 ottobre 1919 il sommergibile levò gli ormeggi nel porto di Venezia – i membri dell'equipaggio che non condividevano la scelta degli altri erano rimasti a terra, senza dire nulla a nessuno – ed alle 8.30 passò il punto di vigilanza di San Nicoletto senza fare segnali di riconoscimento: questo insospettì la vigilanza ed il comandante della torpediniera costiera 42 PN, che alle 8.45 si mise all'inseguimento del sommergibile. 
Successivamente alla caccia si aggiunse il cacciatorpediniere Francesco Stocco; l’F 16, fermato dalla 42 PN, fu obbligato a rientrare nell'Arsenale. Si decise di evitare di processare i membri dell'equipaggio del sommergibile, perché si temeva che, in caso di condanna, gli equipaggi degli altri sommergibili avrebbero potuto ribellarsi, disertare od autoaffondare le unità. Nel novembre 1923 l’F 16 fu posto sotto il controllo del Comando di Taranto, ma la base effettiva fu Brindisi. Prese parte alle esercitazioni del 1927 ed a gare di attacco e lancio siluri annuali. Radiato nel 1928, fu demolito.